# ロス・ブンケルス
ロス・ブンケルス（Los Bunkers）は、1999年の冬にデビューしたチリ・コンセプシオン出身のバンドである。ラ・オレハ所属。
"Bunker" の本来の読みはスペイン語/bunker/（ブンケル）、英語/banka/（バンカー）であることに注意。

## メンバー
- アルバロ・ロペス（Álvaro López） - ヴォカールス、ギター
- フランシスコ・ドゥラーン（Francisco Durán） - ギター、キーボード、ヴォカール
- マウリシオ・ドゥラーン（Mauricio Durán） - ギター
- ゴンサロ・ロペス（Gonzálo López） - ベース
- マウリシオ・バスアルト（Mauricio Basualto） - ドラム

## ディスコグラフィ

### アルバム
1. ロス・ブンケルス（Los Bunkers、2001年）
2. カンシオン・デ・レホス（Canción de Lejos、2002年）
3. ラ・クルパ（La Culpa、2003年）
4. ビダ・デ・ペロス（Vida de Perros、2005年）
5. バリオ・エスタシオン (Barrio Estacion、2008年)
6. ムシカ・リブレ (Musica Libre、2010年)

### シングル
1. エル・デテニド（El Detenido、2000年8月）
2. ファンタシアス・アニマダス・デ・アジェール・イ・ホイ（Fantasías Animadas de Ayer y Hoy、2000年12月）
3. エントレ・ミス・ブラゾス（Entre Mis Brazos、2001年6月）
4. ジョ・センブレー・ミス・ペナス・デ・アモル・エン・トゥ・ハルディン（Yo Sembré Mis Penas de Amor en tu Jardín、2001年10月）
5. ミニョ（Miño、2002年4月）
6. ラス・コサス・ケ・カンビエー・ポル・ティー（Las Cosas Que Cambié y Dejé Por Ti、2002年）
7. ポブレ・コラソーン（Pobre Corazón、2002年）
8. カンシオン・デ・レホス（Canción de Lejos、2003年）
9. ノ・メ・アブレス・デ・スフリル（No Me Hables de Sufrir、2003年9月）
10. カンシオン・パラ・マニャーナ（Canción Para Mañana、2003年12月）
11. ラ・エキシリアダ・デル・スル（La Exiliada del Sur、2004年5月）
12. クラ・デ・エスパント（Cura de Espanto、2004年8月）
13. ベン・アキー（Ven Aquí、2005年7月）
14. ジュエベ・ソブレ・ラ・シウダッド（Llueve Sobre la Ciudad、2005年10月）
15. アオラ・ケ・ノ・エスタス（Ahora Que No Estás、2006年4月）
16. ミエンテレ（Miéntele、2006年9月）
17. イ・ボルベレ (Y Volvere、2006年)
18. デウダス (Deudas、2008年)
19. メ・ムエレン・パロス (Me Muelen a Palos、2008年)
20. ナダ・ヌエボ・バホ・エル・ソル (Nada Nuevo Bajo El Sol、2008年)
21. フィエスタ (Fiesta、2009年)
22. ウナ・ヌベ・クエルラ・ソブレ・ミ (Una Nube Cuelga Sobre Mi、2009年)
23. スセニョ・コン・セルピエンテス (Sueño Con Serpientes、2010年)
24. キエン・フエラ (Quien Fuera、2010年)
25. アンヘル・パラ・ウン・フィナル (Angel Para Un Final、2011年)